# 牛顿运动定律

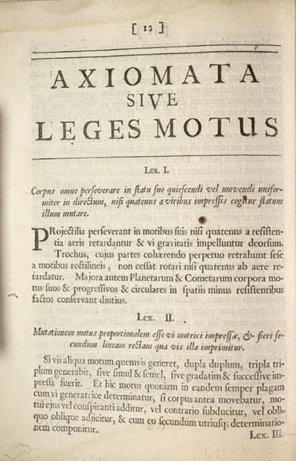
在巨著《自然哲學的數學原理》1687年版本裡，以拉丁文撰寫的牛頓第一定律及牛頓第二定律。

本条目中，向量與标量分別用粗體與斜體顯示。例如，位置向量通常用 {\displaystyle \mathbf {r} \,\!} 表示；而其大小則用 {\displaystyle r\,\!} 來表示。
牛頓運動定律（英語：Newton's laws of motion）描述施加於物體的外力與物體所呈現出的運動彼此之間的關係。這定律被譽為經典力學的基礎，是英國物理泰斗艾薩克·牛頓所提出的三條運動定律的總稱。這定律的現代版本通常表述為
- 第一定律：假若施加於某物體的外力為零，則該物體的運動速度不變（慣性定律）
- 第二定律：施加於物體的外力等於此物體的質量與加速度的乘積（加速度定律）
- 第三定律：當兩個物體相互作用於對方時，彼此施加於對方的力，其大小相等、方向相反（作用力與反作用力定律）

牛頓在發表於1687年7月5日的巨著《自然哲學的數學原理》裏提出這三條定律。他將先前伽利略·伽利萊、克里斯蒂安·惠更斯等等物理大師想出的一些動力學原理整理並發展成為這三條精練簡要的定律。牛頓應用這些定律來分析各種各樣的力學運動。例如，牛頓應用這些定律與牛頓萬有引力定律來解釋克卜勒行星運動定律。

## 概述

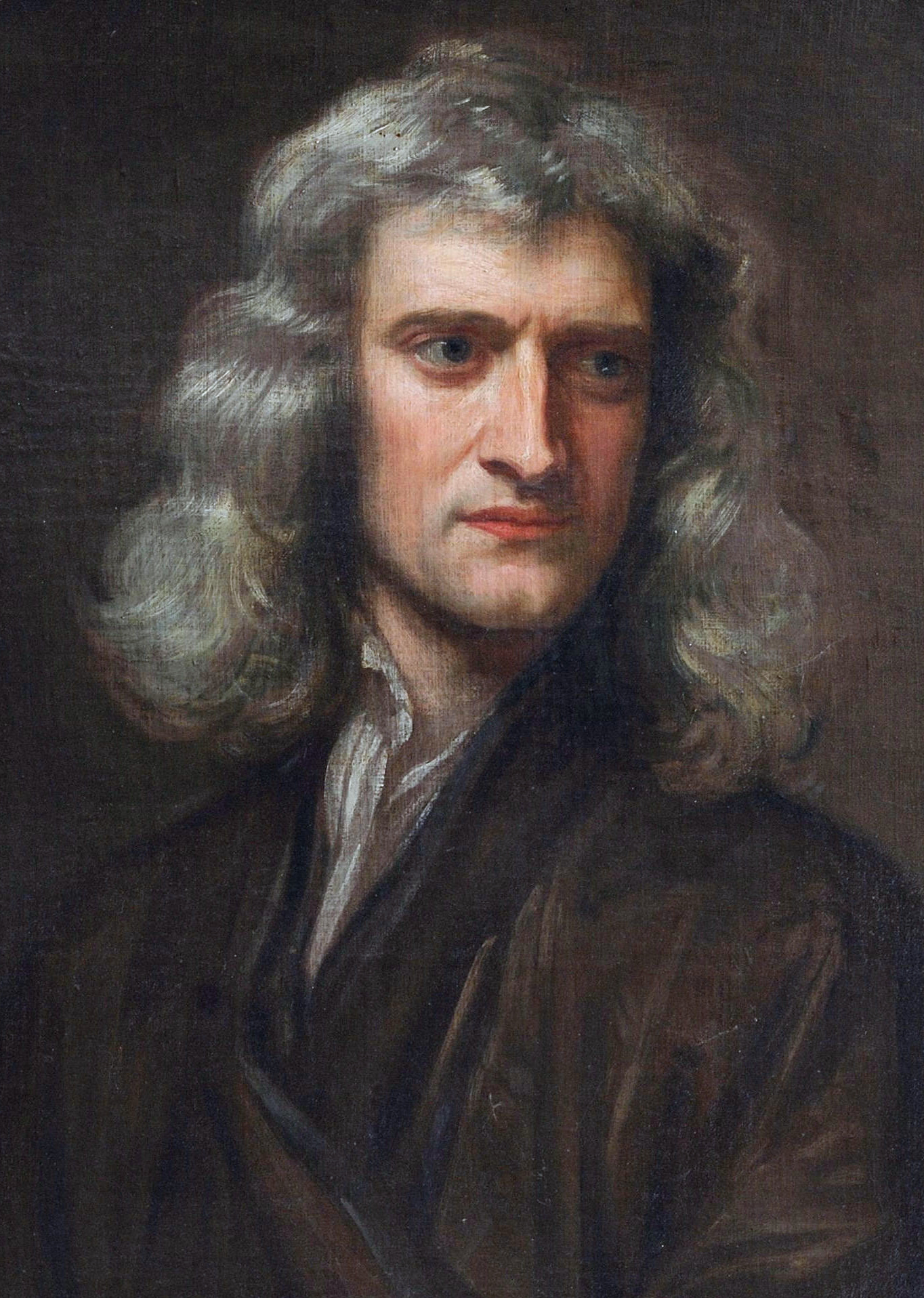
物理界的泰斗艾萨克·牛顿。

在應用牛頓運動定律之前，必需先將物體理想化為质点。在物理學裡，质点又可稱為粒子，是被理想化成為一個只具有質量，不具有結構的物體。質點只能夠進行平移運動，自由度為3。当與分析所涉及的距離相比較，物體的尺寸顯得很微小，或者，當只考虑物体受的外力，而物體本身的内部结构、形變、旋轉、温度等對於分析並不重要，對於這兩類案例，质点模型适用。舉例而言，在計算棒球的飛行軌道時，可以將棒球理想化為質點，在分析行星環繞恆星的軌道運動時，行星與恆星都可以被理想化為质点。
原初版本的牛頓運動定律只適用於描述質點的動力學，不具有足夠功能來描述剛體與可變形體的運動。1750年，歐拉在牛頓運動定律的基礎上，推導出能夠應用於剛體的歐拉運動定律。後來，這定律又被應用於假定為連續介質的可變形體。假若物體被視為一群離散质点的組合，而其中每一個质点都遵守牛頓運動定律，則可以從牛頓運動定律推導出歐拉運動定律。可是，歐拉運動定律也可以直接被視為描述大塊物體運動的公理，完全不涉及到物體的內部結構。
牛頓運動定律只成立於慣性參考系，又稱為牛頓參考系。有些學者喜歡用第一定律來定義慣性參考系。假若採用這觀點，則由於只有從慣性參考系觀察，第二定律才成立，所以，不能從第二定律以特例的方式來推導出第一定律。另外又有一些學者青睞將第一定律視為第二定律的推論，而第二定律則是力的定義。
在整個牛頓運動定律裡，力的概念扮演不可或缺的角色。第一定律聚焦於在零外力狀況下物體的運動狀態。第二定律探討在各種不同外力作用下物體的運動狀態。第三定律描述從物體與物體之間因相互作用而產生的力所具有的性質。

## 牛頓第一運動定律
又称“惯性定律”（law of inertia）。牛頓第一定律表明，假若施加於某物體的外力為零，則該物體的運動速度不變。速度是向量，速度包括了運動的大小與方向。以方程式表達，
{\displaystyle \sum _{i}\mathbf {F} _{i}=0\Rightarrow {\frac {\mathrm {d} \mathbf {v} }{\mathrm {d} t}}=0}；
其中，{\displaystyle \mathbf {F} _{i}}是第{\displaystyle i}個外力，{\displaystyle \mathbf {v} }是速度，{\displaystyle t}是時間。
根據這定律，
- 靜止的物體會保持靜止，直到有外力施加於這物體为止。
- 運動中的物體會維持其運動速度的大小與方向，直到有外力施加於這物體为止。

根據第一定律，從測量物體的運動速度是否改變，可以判斷是否有外力作用於物體。注意到上述句子並未對於力給出嚴格定義，這可以用操作定義的方法來完成。兩個同樣的彈簧，假若被壓縮同樣的距離，則其各自產生的「彈力」（一種物理現象）必定相等。將這兩個彈簧並聯，可以產生兩倍的彈力。將一物體的兩邊分別連接這兩個彈簧的末端，使彈力的作用方向相反，則作用於物體的淨力為零。為了對於彈力給出定量描述，設定「標準單位力」為某特定彈簧壓縮特定距離所產生的彈力。任意數量的標準單位力都可以用幾個彈簧所組成的系統來實現。彈簧系統這可以用來做測量實驗，對於任意力給予比較，給出它的測量值。
在做實驗驗證第一定律之時，必須測量速度與時間，這涉及到參考系的設定。因此，可以更詳細地將第一定律表明為
採用某種參考系來做測量，假若施加於一個物體的外力為零，則該物體的運動速度不變。
在宇宙中，存在著無數可能的參考系，在這些參考系中，滿足第一定律的參考系稱為「慣性參考系」，而其它不滿足第一定律的參考系稱為「非慣性參考系」。從觀察不受力物體的行為，就可以辨別出哪種是慣性參考系，哪種不是慣性參考系。因此，在本章節論述裡，第一定律可以被視為慣性參考系的定義。牛頓在《自然哲學的數學原理》裏採用就是這種詮釋。
還有其它種詮釋，例如，基尔霍夫詮釋、愛因斯坦詮釋等等。更多內容，請點閱條目牛顿第一运动定律。

## 牛頓第二運動定律
牛頓第二定律表明，施加於物體的外力等於質量與加速度的乘積。這定律又稱為「加速度定律」。以方程式表達，
{\displaystyle \mathbf {F} =m\mathbf {a} }；
其中，{\displaystyle \mathbf {F} }是外力，{\displaystyle m}是質量，{\displaystyle \mathbf {a} }是加速度。
第二定律也可以用動量來表明，即施加於物體的外力等於動量的變率：
{\displaystyle \mathbf {F} ={\frac {\mathrm {d} \mathbf {p} }{\mathrm {d} t}}}；
其中，{\displaystyle \mathbf {p} }是動量，{\displaystyle t}是時間。
由於動量等於質量乘以速度，所以，假若質量不變，則可得到加速度定律，假若質量隨著時間流易而改變，則該系統為可變質量系統，必須將時變質量納入考量，更多內容，請參閱可變質量系統。
假設施加外力於某物體，則由於該物體的加速度只與外力、質量有關，在任何狀況下，質量不變的物體都會表現出同樣的加速度：
{\displaystyle \mathbf {a} =\mathbf {F} /m}。
採用國際標準制，力、加速度、質量的單位分別規定為牛頓（N）、公尺每秒平方（m/s2），公斤（kg）。施加1牛顿的力於質量為1公斤的物體，則使此物體的加速度為1m/s2。也就是說，
{\displaystyle 1\mathrm {N} =1\mathrm {kg} \cdot \mathrm {m} /\mathrm {s} ^{2}}。

## 牛頓第三運動定律
牛頓第三定律表明，當兩個物體相互作用時，彼此施加於對方的力，其大小相等、方向相反。根據第三定律，力是物體與物體之間的交互作用，力必會成雙結對地出現，其中一道力稱為「作用力」，而另一道力則稱為「反作用力」。這兩道力的大小相等、方向相反。在這兩道力之間，任何一道力都可以被稱為作用力，而其對應的力自然成為伴隨的反作用力。這成對的作用力與反作用力稱為「配對力」。第三定律又稱為「作用與反作用定律」。
第三定律以方程式表達為
{\displaystyle \sum \mathbf {F} _{A,B}=-\sum \mathbf {F} _{B,A}} ；
其中，{\displaystyle \mathbf {F} _{A,B}} 是物體B施加於物體A的力，{\displaystyle \mathbf {F} _{B,A}} 是物體A施加於物體B的力。

## 牛頓定律適用范围
在過去兩百年中，物理學者完成了很多個檢驗核對牛頓運動定律的實驗與觀測，對於一般的狀況，牛頓定律能夠計算出很好的近似结果。牛頓定律、牛頓萬有引力定律、微積分數學方法，這些理論從所未有地對於各種各樣的物理現象給出了一致的定量解釋。
對於某些狀況，牛頓運動定律並不適用，這時候需要更進階的物理理論。超高速或非常強烈重力場的狀況下，我們需要相對論修正和解釋一些天體運動和現象，例如黑洞。在原子尺寸，我們需要量子力學解釋原子的發射光譜等物理現象。但是現代工程學裏，對於一般應用案例，像車輛或飛機的運動，牛頓運動定律已能準確地解釋和計算工程師遇到的問題。所以，牛顿运动定律仍是中學物理科、大學工程和理科學生的必修和基礎部份。
假若要將狹義相對論效應納入考量，則必須修改第二定律。因為當速度接近光速時，物體受到的淨外力就不能精確地表示為靜質量與加速度的乘積了。詳盡細節，請參閱條目四維力。第三定律也不適用於狹義相對論，這是因為同時性之相對性無法實現於第三定律。對於不是直接互相接觸，而是相隔有限距離的兩個物體，第三定律假定物體與物體之間的作用為瞬時的超距作用。假設互相作用的兩個物體相隔一段距離，從參考系A觀測，在時間{\displaystyle t}，兩個物體彼此施加於對方的力分別為{\displaystyle \mathbf {F} (t)}，{\displaystyle -\mathbf {F} (t)}。但是從另外一個以相對速度{\displaystyle \mathbf {v} \neq 0}的參考系B觀測，這兩個力的施加的時間不同，所以，第三定律不成立，需要加以修改。

## 與守恆定律之間的關係
在現代物理學裏，動量、角動量、能量的守恆定律比牛頓定律更為基礎，因為這些守恆定律既適用於光波，也适用于物質，既适用于經典物理，也适用于非經典物理。這些守恆定律表明，在一個物理系統裏，
- 動量不能凭空生成或湮滅。
- 角動量不能凭空生成或湮滅。
- 能量不能凭空生成或湮滅。

由於力是動量對於時間的導數，與動量守恆的概念相比，力的概念顯得多餘與次要。量子力學、量子電動力學、廣義相對論等等，這些現代物理基礎理論都沒有使用到力的概念。根据標準模型，電磁力、弱核力、強核力，這三種稱為規範力的基礎力，可以解释为虛粒子的交換。

## 參閱
- 隔離體圖
- 物理学定律列表
- 牛頓旋轉軌道定理
- 水星運動軌道
- 修正牛頓動力學

## 外部連結
- 麻省理工學院物理影音講課：牛頓定律。
- 第一定律的電腦模擬 （页面存档备份，存于）。